# С песней в моём сердце
«С песней в моём сердце» (англ. With a Song in My Heart) — американский цветной биографический музыкально-драматический фильм 1952 года, снятый режиссёром Уолтером Лэнгом и повествующий о жизни американской актрисы и певецы Джейн Фроман.

## Сюжет
Мисс Джейн Фроман проходит прослушивание и становится штатной певицей на радиостанции в Цинциннати. Джейн становится популярной, и её карьера начинает стремительно ползти вверх. Она начинает выступать на различных радио-шоу и в престижных кинотеатрах страны. В благодарность своему менеджеру Дону Россу, раскрывшему её талант, Джейн заключает с ним брачный союз. По прошествии времени супружеская пара понимает, что они не любят друг друга. Самолёт, совершавший перелёт через океан, на борту которого находилась певица, летевшая на гастроли в Лондон, делает неудачную посадку на воду реки Тахо у Лиссабона, вследствие чего происходит авиакатастрофа. По счастливой случайности Джейн оказалась среди выживших пассажиров, получив серьёзные травмы, которые могут повлиять на её дальнейшую карьеру. В лиссабонском госпитале Джейн знакомится со своим спасителем — вторым пилотом воздушного судна Джоном Бёрном (будущим мужем). Джейн возвращается на родину, и, несмотря на инвалидность, она продолжает петь на сцене. В конце Второй мировой войны она отправляется в турне по Европе, где даёт концерты для солдат.

## В ролях
- Сьюзен Хэйворд — Джейн Фроман[англ.]
- Рори Кэлхун — Джон Бёрн
- Дэвид Уэйн — Дон Росс
- Телма Риттер — Клэнси
- Роберт Вагнер — солдат-десантник
- Хелен Уэсткотт — Дженнифер Марч
- Уна Меркел — сестра Мари
- Ричард Аллан — танцор / тенор
- Макс Шоуолтер — Гарри Гилд

В титрах не указаны
- Элинор Одли — посетительница ночного клуба
- Хейни Конклин — радиослушатель
- Роберт Истон[англ.] — канзасский солдат
- Лейф Эриксон — генерал
- Дуглас Эванс[англ.] — полковник
- Нестор Пайва — лиссабонский хирург
- Лайл Телбот — директор радио

## Съёмочная группа
- Режиссёр: Уолтер Лэнг
- Продюсеры: Лпмар Тротти, Дэррил Ф. Занук (нет в титрах)
- Сценарист: Ламар Тротти
- Оператор: Леон Шамрой
- Композитор: Альфред Ньюман

## Награды и номинации
- Оскар — награда и номинации (1953)[3]
- Золотой глобус — награды (1953)[4][5][6]
- Photoplay — награды (1953)
- Премия Гильдии сценаристов США — номинация (1953)
- Picturegoer[англ.] — награда (1953)[7]